# Achalinus spinalis
Achalinus spinalis es la especie tipo del género Achalinus de serpientes de la familia Xenodermatidae. Se encuentra en China, Japón, Laos y Vietnam.